# Donald Johanson

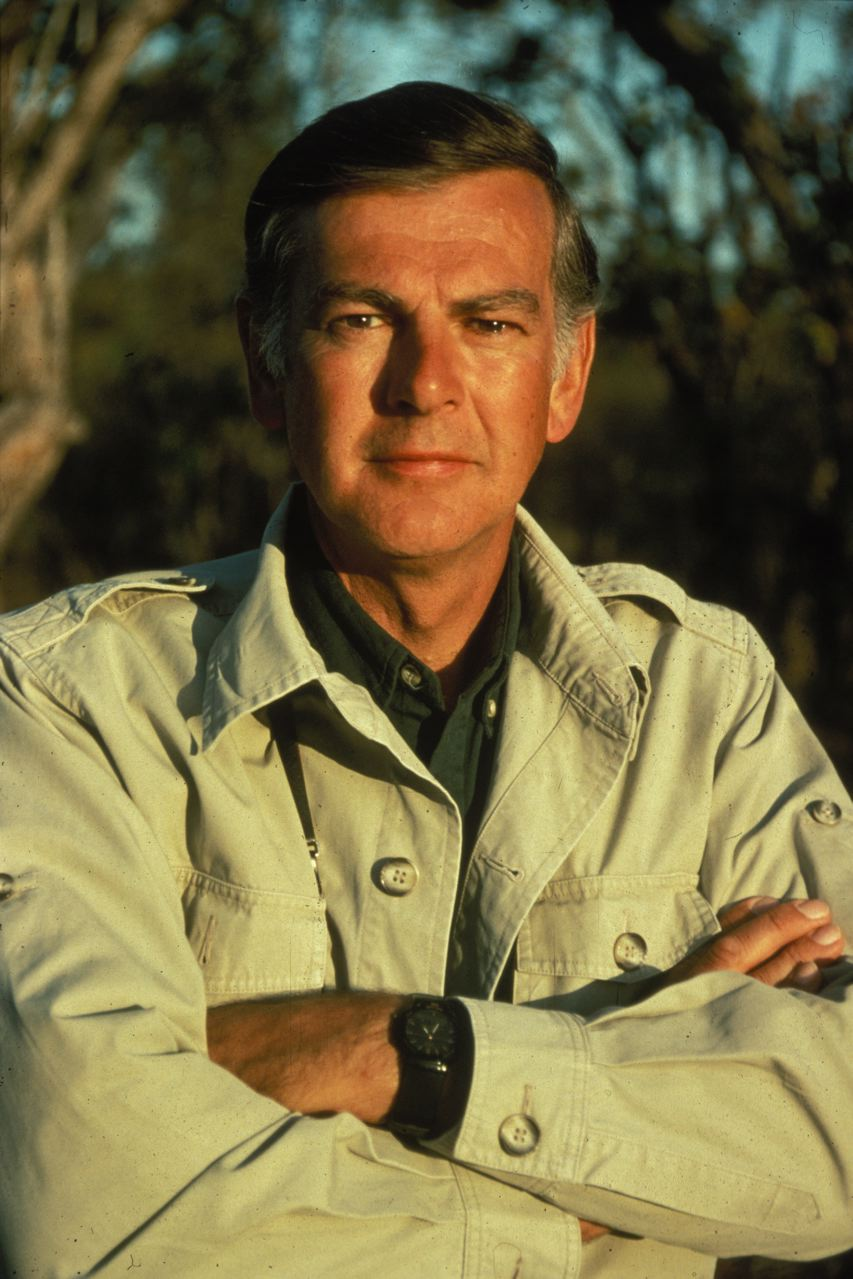
Donald Johanson

Donald Carl Johanson (Chicago (Illinois), 28 juni 1943) is een Amerikaanse paleo-antropoloog. 
Hij is bekend geraakt door de ontdekking in november 1974 van "Lucy", een skelet van een hominide (mensachtige) in de deelstaat Afar van Ethiopië en daarom de wetenschappelijke naam Australopithecus afarensis kreeg. De ouderdom van het skelet wordt door hem geschat op 3,18 miljoen jaar. Johanson deed zijn ontdekking tijdens een antropologische missie die gesponsord werd door onder andere het Cleveland Museum of Natural History, waarbij hij werkzaam was. Hij leidde de missie samen met Yves Coppens en Maurice Taieb. 
Lucy werd zo genoemd omdat tijdens het in elkaar puzzelen van het skelet het Beatle-nummer 'Lucy in the sky with diamonds' werd gedraaid. 
- Biblioteca Nacional de España: XX1721470
- Bibliothèque nationale de France: cb12013530p (data)
- Gemeinsame Normdatei: 120537885
- International Standard Name Identifier: 0000 0001 1036 8288
- Library of Congress Control Number: n82106251
- Nationale Bibliotheek van Letland: 000038910
- Nationale Bibliotheek van Tsjechië: jcu2013799099
- Nationale Bibliotheek van Israël: 987007271182605171
- Nederlandse Thesaurus van Auteursnamen: 075273942
- SNAC: w6w68hkt
- Système universitaire de documentation: 028263650
- Virtual International Authority File: 7401333
- WorldCat: E39PBJc3Hmyw4BgD6wGHmmWJjC